# Leiocephalus inaguae
Espèce
Leiocephalus inaguae est une espèce de sauriens de la famille des Leiocephalidae.

## Répartition
Cette espèce est endémique des Bahamas. Elle se rencontre sur Great Inagua.

## Description
Les mâles mesurent jusqu'à 90 mm et les femelles jusqu'à 74 mm, sans la queue.

## Étymologie
Cette espèce est nommée en référence au lieu de sa découverte, Great Inagua.

## Publication originale
- Cochran, 1931 : New Bahaman Reptiles. Journal of the Washington Academy of Sciences, vol. 21, no 15, p. 39-41 (texte intégral).